# انجمن مهندسی نفت
انجمن مهندسین نفت یا SPE) Society of Petroleum Engineers) بزرگترین انجمن تخصصی صنعت نفت می‌باشد که ۷۵۰۰۰ عضو دارد. در کتابخانه الکترونیکی این انجمن ۴۵۰۰۰ مقاله تخصصی وجود دارد که به صورت یکی از مهمترین مراجع این رشته درآمده‌است. این انجمن در ابتدا زیرشاخه‌ای از انجمن مهندسی آمریکا (AIME) بوده که در سال ۱۹۵۷ میلادی به صورت یک ارگان مجزا درآمده‌است. این انجمن دارای دفاتری در دالاس، هیوستون، لندن، کوالالامپور و دبی می‌باشد. هر ساله ده‌ها کنفرانس تخصصی توسط این انجمن در گوشه و کنار دنیا برگزار می‌شود.